# Differentiation
Differentiation is een internationaal, aan collegiale toetsing onderworpen wetenschappelijk tijdschrift op het gebied van de celbiologie en de ontwikkelingsbiologie. Het wordt uitgegeven door John Wiley and Sons en verschijnt 10 keer per jaar.